# Siebzig Jünger

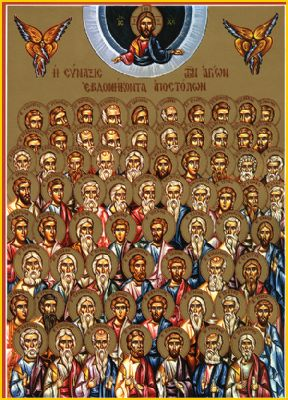
Ikone der siebzig Jünger

Die siebzig oder zweiundsiebzig Jünger waren frühe Jünger Jesu.
Sie werden nur im Lukasevangelium (Lk 10,1–24 ) erwähnt. Dort wurden sie von Jesus ausgewählt und paarweise ausgesandt, um seine Botschaft zu verkünden. In der westlichen Kirche werden sie normalerweise als Jünger bezeichnet, während die orthodoxen Kirchen von Aposteln sprechen.
Das Ereignis wird in den orthodoxen Kirchen die Synaxis der siebzig Apostel genannt und am 4. Januar gefeiert. Die Gedenktage der einzelnen Jünger oder Apostel sind über das ganze Kirchenjahr verteilt.

## Analyse
Lk 10,1–24 ist die einzige Erwähnung der Gruppe in der Bibel. Die Zahl wird in Manuskripten in der alexandrinischen (wie etwa dem Codex Sinaiticus) und der cäsareanischen Texttradition mit siebzig angegeben, in den meisten anderen alexandrinischen und westlichen (römischen) Texten mit zweiundsiebzig. Möglicherweise ist die Anzahl von den 70 Nationen in Gen 10  (und vielen anderen Erwähnungen der Zahl 70 in der Bibel) oder von den 72 Übersetzern der Septuaginta im Aristeasbrief abgeleitet. Hieronymus wählte für die Edition der Vulgata die Lesart 72.
Unter den synoptischen Evangelien enthält nur das Lukasevangelium zwei Perikopen, in denen Jesus seine Jünger aussendet. Der erste Bericht (Lk 9,1–6 ) lehnt sich eng an den Aussendungsbericht im Markusevangelium (Mk 6,6b–13 ) an und erzählt wie der Markustext von der Aussendung der zwölf Apostel und nicht der Siebzig. In den Details gibt es aber Übereinstimmung mit dem Bericht von der Aussendung der Siebzig. Die Parallelen – auch zu Mt 9,35 ; 10,1.7–11  legen einen gemeinsamen Ursprung in der Quelle Q nahe. In Lk 22,35  gibt es von der Wortwahl her einen deutlichen Rückbezug auf Lk 10,4 , obwohl sich Jesus an die Zwölf wendet. Der Rückbezug auf Lk 9,3  ist weniger direkt:

„Dann sagte Jesus zu ihnen: ‚Als ich euch ohne Geldbeutel aussandte, ohne Vorratstasche und ohne Schuhe, habt ihr da etwa Not gelitten?‘ Sie antworteten: ‚Nein.‘“

## Listen der Siebzig
Die orthodoxe Tradition, den siebzig Jüngern Namen zuzuschreiben, wird auf Dorotheos von Tyros (Pseudo-Dorotheos), der mit einem gleichnamigen legendarischen Bischof und Märtyrer des 4. Jahrhunderts gleichgesetzt wurde, zurückgeführt, dem eine Liste der Siebzig zugeschrieben wird. Der die Liste enthaltende Text stammt aber frühestens aus dem 8. Jahrhundert. Eine ähnliche Liste wird auch Hippolyt von Rom zugeschrieben (Pseudo-Hippolytus). Auch das Chronicon Paschale, eine byzantinische Weltchronik (um 630), enthält in zwei Teilen eine solche Liste. Im 13. Jahrhundert nahm Solomon von Basra eine Liste der Siebzig in sein Buch der Biene auf. Dimitri von Rostow überarbeitete nach eigenen Angaben für seine Heiligenviten (Kiew 1689–1705) die Liste des (Pseudo-)Dorotheos, in dem er unter anderem die Namen der Apostel Nikolaus, Phygellus, Hermogenes und Demus, die später den Glauben verraten haben sollen, strich und die Namen der als heilig verehrten und von der Kirche den Siebzig zugerechneten Männer Timotheus, Titus, Epaphras, Archippus, Aquila, Olympas, Quadratus und Achaicus hinzufügte.
Die Listen gelten als historisch unergiebig. Eusebius schloss die Existenz einer solchen Liste explizit aus und erwähnt von den Siebzig nur Barnabas, Sosthenes, Kephas, Matthias, Thaddäus und Jakobus. Viele der in den Listen erwähnten Personen haben auch unabhängig davon Bedeutung. Das gilt z. B. für die Evangelisten Markus und Lukas.
Die verschiedenen überlieferten Listen unterscheiden sich zum Teil in den aufgenommenen Namen. Die folgende Liste – inklusive der Zuordnung von Bischofsstühlen, soweit angegeben – entspricht der des Dimitri von Rostow.
1. Achaicus
2. Agabus der Prophet
3. Amplias, Bischof von Diospolis
4. Andronicus, Bischof von Pannonien
5. Apelles, Bischof von Herakleia
6. Apollos, Bischof von Caesarea Maritima
7. Aquila, Bischof von Heracleia
8. Archippus, Bischof von Kolossai
9. Aristarchus, Bischof von Apameia am Orontes i. Syrien
10. Aristobulus, Bischof von Britannien
11. Artemas, Bischof von Lystra
12. Asyncritus, Bischof von Hyrcania in Kleinasien
13. Barnabas, Bischof von Mailand
14. Carpus, Bischof von Beröa i. Makedonien
15. Clemens, Bischof von Sardes
16. Crescens
17. Crispus, Bischof von Aegina
18. Dionysios der Areopagit, Bischof von Athen
19. Epaenetus, Bischof von Karthago
20. Epaphras, Bischof von Kolossai
21. Epaphroditus, Bischof von Hadriacus
22. Erastus, Bischof von Paneas
23. Euodius, Bischof von Antiochien
24. Fortunatus
25. Gaius, Bischof von Ephesos
26. Hananias, Bischof von Damaskus
27. Hermas, Bischof von Philippi
28. Hermes, Bischof von Dalmatien
29. Herodion, Bischof von Patras
30. Jakobus, Bruder des Herrn, erster Bischof von Jerusalem
31. Jason, Bischof von Tarsus
32. Johannes Markus (meist mit dem Evangelisten Markus gleichgesetzt), Bischof von Byblos
33. Joseph Justus, Bischof von Eleutheropolis
34. Kleopas
35. Linus, zweiter Bischof von Rom und erster Nachfolger Petri
36. Lucius von Cyrene, Bischof von Laodicea i. Syrien
37. Lukas, der Evangelist
38. Marcus von Apollonia, Bischof von Apollonia
39. Markus, der Evangelist, Bischof von Alexandria
40. Narcissus, Bischof von Athen
41. Nikanor, einer der sieben Diakone
42. Olympas
43. Onesiphoros
44. Onesimus
45. Parmenas, einer der sieben Diakone
46. Parrobus, Bischof von Pottole
47. Philemon
48. Philologus, Bischof von Sinope
49. Philippus der Evangelist, einer der sieben Diakone, Bischof von Tralleis i. Kleinasien
50. Phlegon, Bischof von Marathon
51. Prochorus, einer der sieben Diakone, Bischof von Nikomedia in Bithynien
52. Pudens
53. Quadratus, Bischof von Athen
54. Quartus, Bischof von Berytus
55. Rufus, Bischof von Theben i. Böotien
56. Silas, Bischof von Korinth
57. Silvanus
58. Simeon, zweiter Bischof von Jerusalem
59. Sosipater, Bischof von Iconium
60. Sosthenes, Bischof von Kolophon
61. Stachys, Bischof von Byzantion
62. Stephanus, einer der Sieben Diakone der Apostelgeschichte und der erste Märtyrer
63. Simeon, genannt Niger
64. Tertius, Schreiber für Paulus (Römerbrief) u. Bischof von Ikonium
65. Thaddäus, Bischof von Edessa
66. Timon, einer der sieben Diakone
67. Timotheus, Bischof von Ephesus
68. Titus, Bischof von Gortyn auf Kreta
69. Trophimus
70. Tychicus, Bischof von Kolophon
71. Urban, Bischof von Makedonien
72. Zenas, Anwalt und Bischof von Diospolis

Matthias, der später Judas Iskariot als Apostel ersetzen sollte, wird ebenfalls oft zu den Siebzig gezählt.